# Musée Peranakan
Le musée Peranakan est un musée  situé dans le bâtiment historique de Old Tao Nan School sur Armenian Street, proche du quartier d'affaires à Singapour. Les collections du musée présentent la culture Peranakan ou Baba-Nyonya de Singapour et des établissements des détroits de Malacca et Penang et autres communautés Peranakan d'Asie du Sud-Est. Il s'agit du premier musée de ce genre au monde.

## Historique
Le 1er janvier 2006, le musée, connu alors sous le nom d'ACM 1 (pour Asian Civilisation Museum #1 (en)), fut fermé pour une rénovation majeure. La direction d'alors choisit d'orienter le thème principal du musée sur la culture Peranakan, au détriment d'un possible musée de l'enfance ou d'un musée sur la céramique chinoise. Cela permit au musée de rassembler et d'accueillir la plus complète collection d'objets et d'arts de style Peranakan avec une capacité d'accueil de 112 000 visiteurs par an. La rénovation a permis d'obtenir 25 % d'espace supplémentaire pour la mise en scène d'aspects de la vie courante. Cela inclut aussi quatre échoppes adjacentes au bâtiment, qui recréent les commerces et restaurants de style Peranakan.
Le musée fut officiellement inauguré le 25 avril 2008 avec l'ouverture au public de 10 galeries traitant des différents aspects de la vie Peranakan sur trois niveaux. Un focus important est apporté aux mariages traditionnels Peranakan célébrés douze jours durant.

## Le bâtiment
Le musée est partie intégrante de l'ancienne école Tao Nan (Old Tao Nan School, 旧道南学校).
Élaboré comme une école, cet édifice fut construit entre 1910 et 1912 suivant les règles de l'architecture néoclassique, avec des caractéristiques de la Renaissance française. Une grande entrée centrale mène à un atrium surmonté d'une ouverture laissant passer la lumière du jour. Deux escaliers symétriques mènent aux galeries et couloirs des deuxième et troisième niveaux. Pour s'accommoder du climat tropical, de larges vérandas furent aménagées et les pièces ont été surélevées pour permettre une meilleure ventilation. Le toit est en tuiles en terre cuite.
Le bâtiment est devenu un monument national le 27 février 1998.